# Miconia javorkaeana
Miconia javorkaeana är en tvåhjärtbladig växtart som beskrevs av Attila L. Borhidi. Miconia javorkaeana ingår i släktet Miconia och familjen Melastomataceae. Inga underarter finns listade i Catalogue of Life.